# IX Giochi del Sud-est asiatico
I IX Giochi del Sud-est asiatico si sono svolti a Kuala Lumpur (Malaysia) dal 19 al 26 novembre 1977.

## Paesi partecipanti
Ai giochi hanno partecipato atleti provenienti da sette nazioni: Birmania, Brunei, Indonesia, Malaysia, Filippine, Singapore e Thailandia.

## Sport
I SEA Games del 1979 hanno visto gli atleti gareggiare nei seguenti sport: sport acquatici, tiro con l'arco, atletica leggera, badminton, pallacanestro, pugilato, bowling, ciclismo, calcio, hockey su prato, judo, rugby union, sepak takraw, tiro, tennis tavolo, tennis, pallavolo e sollevamento pesi.

## Medagliere
*   Paese ospitante
| Posiz. | Nazione    | Oro | Argento | Bronzo | Totale |
| ------ | ---------- | --- | ------- | ------ | ------ |
| 1      | Indonesia  | 62  | 41      | 34     | 137    |
| 2      | Thailandia | 37  | 35      | 33     | 105    |
| 3      | Filippine  | 31  | 30      | 30     | 91     |
| 4      | Birmania   | 25  | 42      | 43     | 110    |
| 5      | Malesia*   | 21  | 17      | 21     | 59     |
| 6      | Singapore  | 14  | 21      | 28     | 63     |
| 7      | Brunei     | 0   | 0       | 3      | 3      |
| Totale | Totale     | 190 | 186     | 192    | 568    |